# А ты умеешь хранить секреты? (роман)
«А ты умеешь хранить секреты?» — первый внесерийный роман Софи Кинселлы, впервые опубликованный издательством Dial Press Trade Paperback (Великобритания) в 2003 году. Главная героиня книги попадает в неловкую ситуацию, когда выясняется, что её новому начальнику известны все её секреты. Проблема в том, что она сама ему обо всём поведала, не имея представления о том, кто он такой.  

## Сюжет
Эмма – красивая молодая девушка из Англии. У неё стабильные, но скучные отношения с «идеальным» парнем, и она изо всех сил пытается подняться по карьерной лестнице в многонациональной корпорации со штаб-квартирой в Лондоне. Попав в зону турбулентности в самолёте, Эмма от страха рассказывает все свои секреты симпатичному незнакомцу с соседнего кресла. Каково же будет её удивление, когда она поймёт, что красавец – генеральный директор компании, в которой она работает. Что он будет делать с её секретами? И, главное, как встречаться лицом к лицу с тем, кто знает каждую твою унизительную тайну?

## Разница между изданиями
Американское издание романа несколько отличается от британского, к примеру, началом книги, где Эмма помогает мальчику выбрать игрушку в самолёте. Этот эпизод отсутствует в британской версии. Далее по сюжету Эмма идёт в ванную, параллельно болтая со своей подругой Лиссой о её парне. Позже Лисса скажет Эмме, что, будучи только что в клубе, упустила Юэна Макгрегора. В британском же издании в момент разговора с подругой Эмма не идёт в душ, а делает памятку у себя на руке. Также, в американской версии есть эпизод, в котором Эмма и её бойфренд Коннор хотят быть пойманными боссом Эммы за занятием сексом. В британском издании они наоборот стараются остаться незамеченными.

## Экранизация
К настоящему моменту снята экранизация романа. Главные роли в романтической комедии «Ты умеешь хранить секреты?» исполнили Александра Даддарио и Тайлер Хэклин. Фильм вышел в российский прокат в начале октября.